# 유덕영
류덕영(柳德英, 생몰년 미상)은 신라(新羅) 말 후삼국 시대(後三國 時代)의 호족이자 정덕왕후(貞德王后)의 아버지이며 고려 태조(高麗 太祖) 장인이다.

## 가계
- 아버지 : 정주 류씨(貞州 柳氏)
- 어머니 : 미상(美詳)
  - 딸 : 정덕왕후(貞德王后)
  - 사위 : 고려 태조(高麗 太祖)